# 内海フェリー
内海フェリー株式会社（うちのみフェリー）は、かつて香川県の小豆島町草壁本町にあった海運会社で、県都である高松市の高松港と小豆島の草壁港を結ぶ航路を運航していたが、コロナ禍や利用客の減少で赤字となり2021年3月31日をもって航路休止となった。

## 概要
小豆島にあるフェリー会社の一つで、小豆島東部にあり寒霞渓への入口となる草壁港を拠点としていた。
1956年に内海商船株式会社として設立され、関西汽船の運航していた内海(草壁) - 高松航路を譲受、同年8月に運航を開始した。当時、「第二ゆず丸」という老朽木造船が2時間以上かけて一日一往復しており、小豆島島内のバス路線の整備により旅客が逸走して採算が合わず、「辛うじて運航を維持している状況」であった。
1961年5月18日に「第二ゆず丸」は高松港内で衝突事故を起こし、回航中に沈没するも、死傷者はなかった。同年6月には新造船「かんかけ」が就航、所要時間を1時間30分として、他社航路に遜色ないレベルとなり、ほどなく一日二往復に増便された。
1970年11月には「ブルーライン(初代)」が就航し、フェリー化された。翌1971年に社名を内海フェリー株式会社に変更している。その後、2001年就航の「ブルーライン(3代)」では高出力主機によってスピードアップを図り、2003年には高速船「サンオリーブシー」を就航させるなど、積極的な運営を行っていた。
2017年9月に高速船の運航を休止。2020年7月、新型コロナウィルスによる影響により当月1,000万円の赤字が発生していることや、9月中に完成予定の新造船の導入が重荷（それにより赤字は月2,000万円に増加が見込まれる）となり、両備グループに支援を要請。同年8月31日をもって同グループの国際両備フェリーが全株式を取得して子会社化した。
2021年4月、同じ小豆島を拠点とする国際両備フェリーの航路と統合され、内海航路は休止された。当面は船の貸し渡しを担う会社として存続させつつ、経営の効率化を図るとするとしたが、実際には所有船全てを売りに出しており、会社は資産の売却完了をもって清算される見込みである。

## 航路
運航開始からしばらくは高松 - 草壁 - 安田の航路であったが、1960年代に安田発着便は休止、のち廃止されている。
- 高松港 - 小豆島・草壁港（航路距離:30 km）
  - フェリー：(休止中)1日5往復、所要70分[11]。ただし平日の1往復は危険物指定便のため旅客だけでの利用ができない。
  - 高速船（休止中）：1日5往復、所要45分。

距離は高松と小豆島を結ぶ他航路（池田港の国際両備フェリーと土庄港の四国フェリーグループ、ともに航路距離22 km）よりも長く、所要時間は初代と2代目のフェリーは他航路より10分長い70分であった。3代目ではスピードアップし他航路と同様の60分に短縮されたが、4代目就航時に70分に戻された。
2021年3月31日をもって航路を休止。草壁港から8 km西の池田港を拠点とし、航路距離が短い国際両備フェリーの高松航路に統合された。同航路は1日8往復から10往復に増便された。なお、小豆島町から要望のある高速船の再開について、両備側では「今後の課題」としている。

## 船舶

### 航路休止時点での就航船
• フェリー：ブルーライン (4代)
2020年10月6日就航

### 過去の就航船
• 貨客船：第二ゆず丸
森造船所建造、1927年5月進水、木造。関西汽船より継承。
34.38総トン、長さ18.70 m、型幅3.60 m、焼玉機関、機関出力53 ps、航海速力7.50ノット、旅客定員41名。
 • 旅客船：かんかけ
瀬戸田造船建造、1961年5月進水。引退後、雌雄島海運に売船。
106.42総トン、登録長25.00 m、型幅5.70 m、型深さ2.40 m、ディーゼル1基、機関出力420 ps、航海速力11.41ノット、旅客定員250名。
 • フェリー：ブルーライン (初代)
讃岐造船鉄工所建造、1970年11月竣工。1987年「ブルーライン2」に改名、1988年名鉄海上観光船に売船、「ちたらいん」に改名。
496.69総トン、全長51.00 m、型幅11.60 m、型深さ3.50 m、ディーゼル2基、機関出力1,000 ps、航海速力13.42ノット。
旅客定員400名、乗用車40台。
 • フェリー：ブルーライン (2代)
藤原造船所建造、1987年10月竣工。
699総トン、全長65.80 m、型幅13.80 m、型深さ3.75 m、ディーゼル2基、機関出力3,200 ps、航海速力14.0ノット。
旅客定員488名、乗用車60台。
 • フェリー：ブルーライン (3代)
三浦造船所建造、2001年3月竣工。
999総トン、全長85 m、型幅14.4 m、型深さ4.08 m、ディーゼル2基、機関出力6,000 ps、航海速力19.5ノット。
旅客定員550名、乗用車6台・トラック15台。
 • 高速船：サンオリーブシー
詳細は項目参照。
ドック入りの際、フェリーは他社よりフェリーを借用して運航、高速船は運休していた。2017年（平成29年）9月1日より高速船の運航を休止、再開の目途が立たないまま航路休止となった。

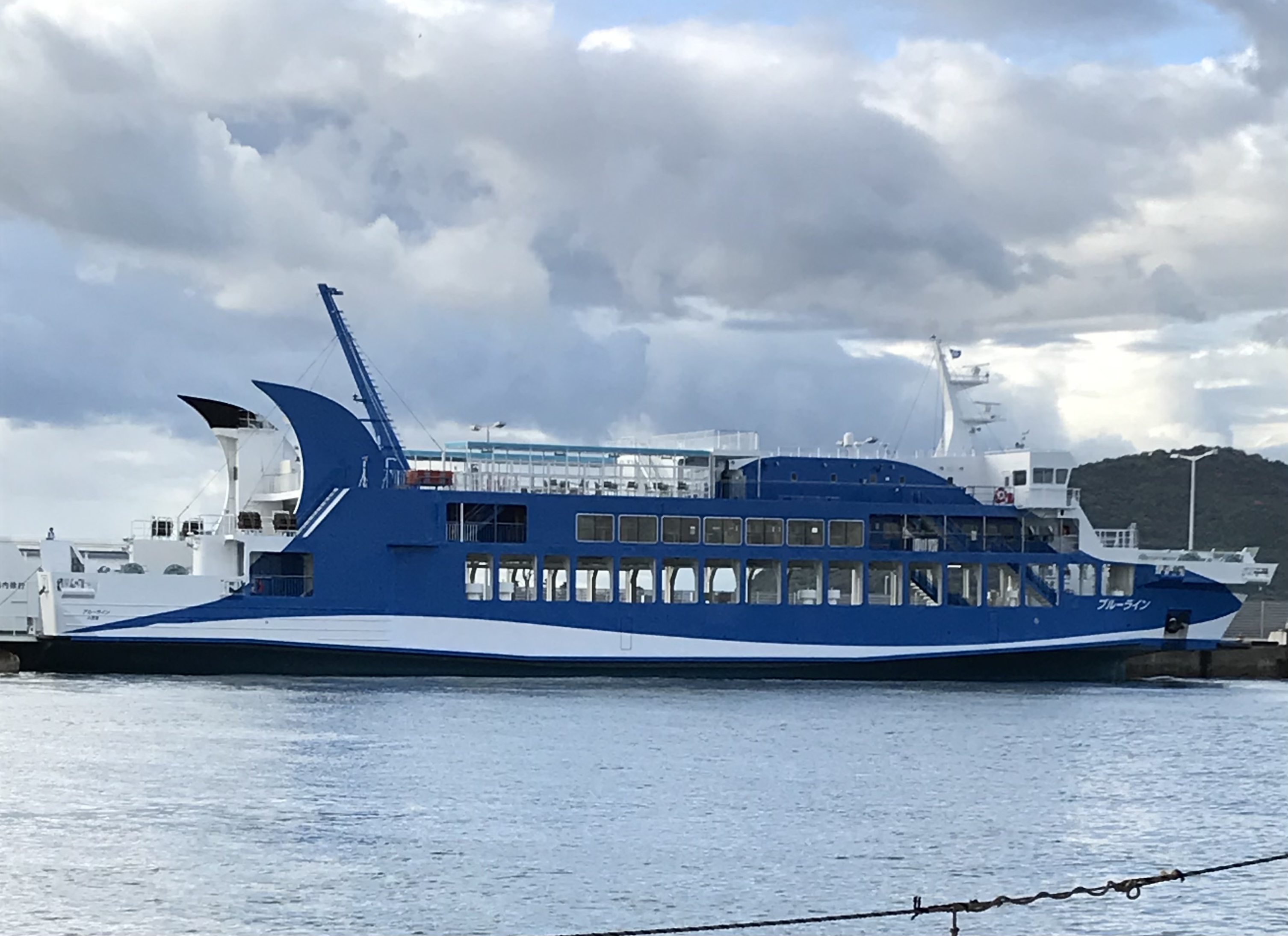
ブルーライン(4代) 高松港 (2020年10月26日)
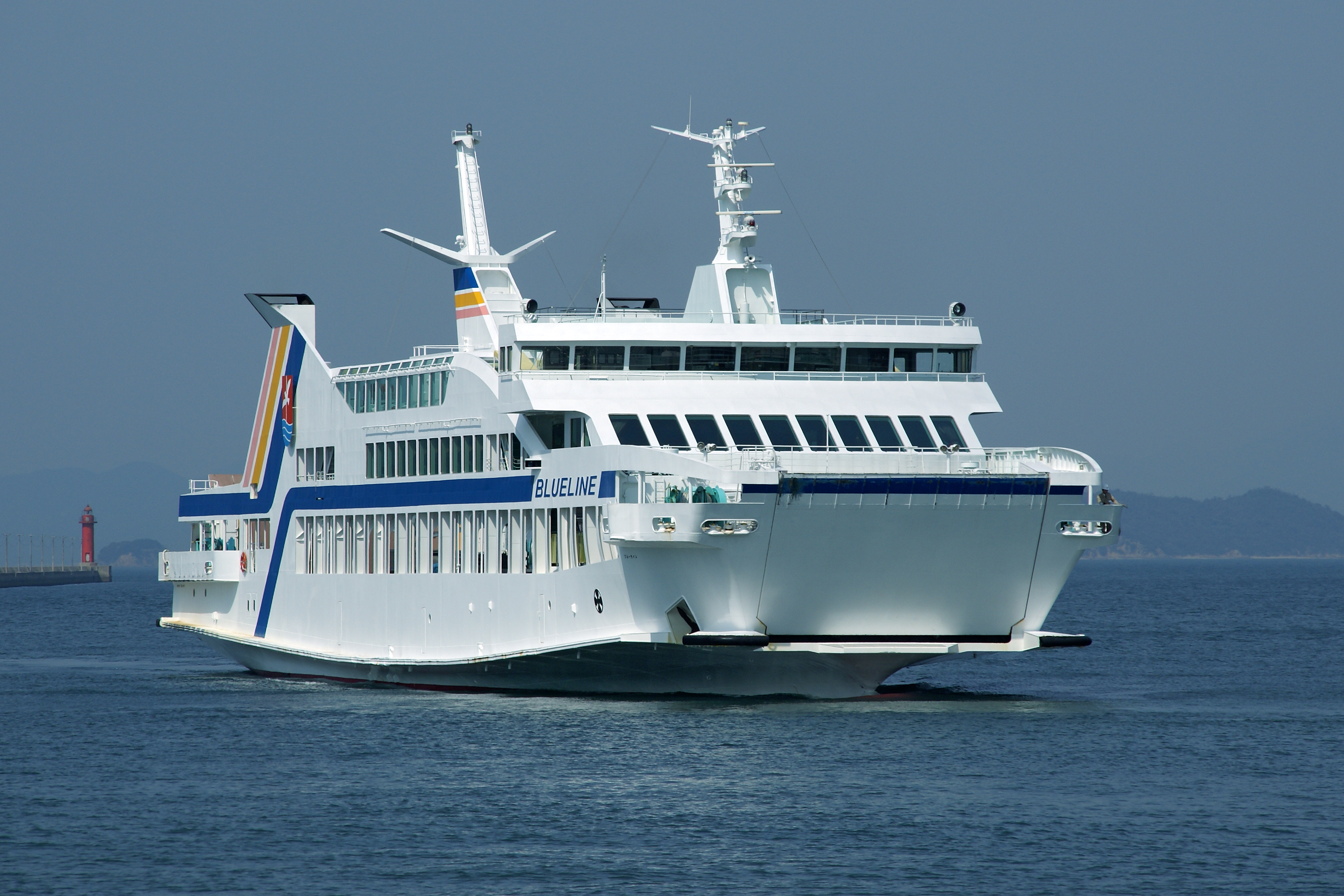
ブルーライン(3代) 高松港 （2007年4月26日）
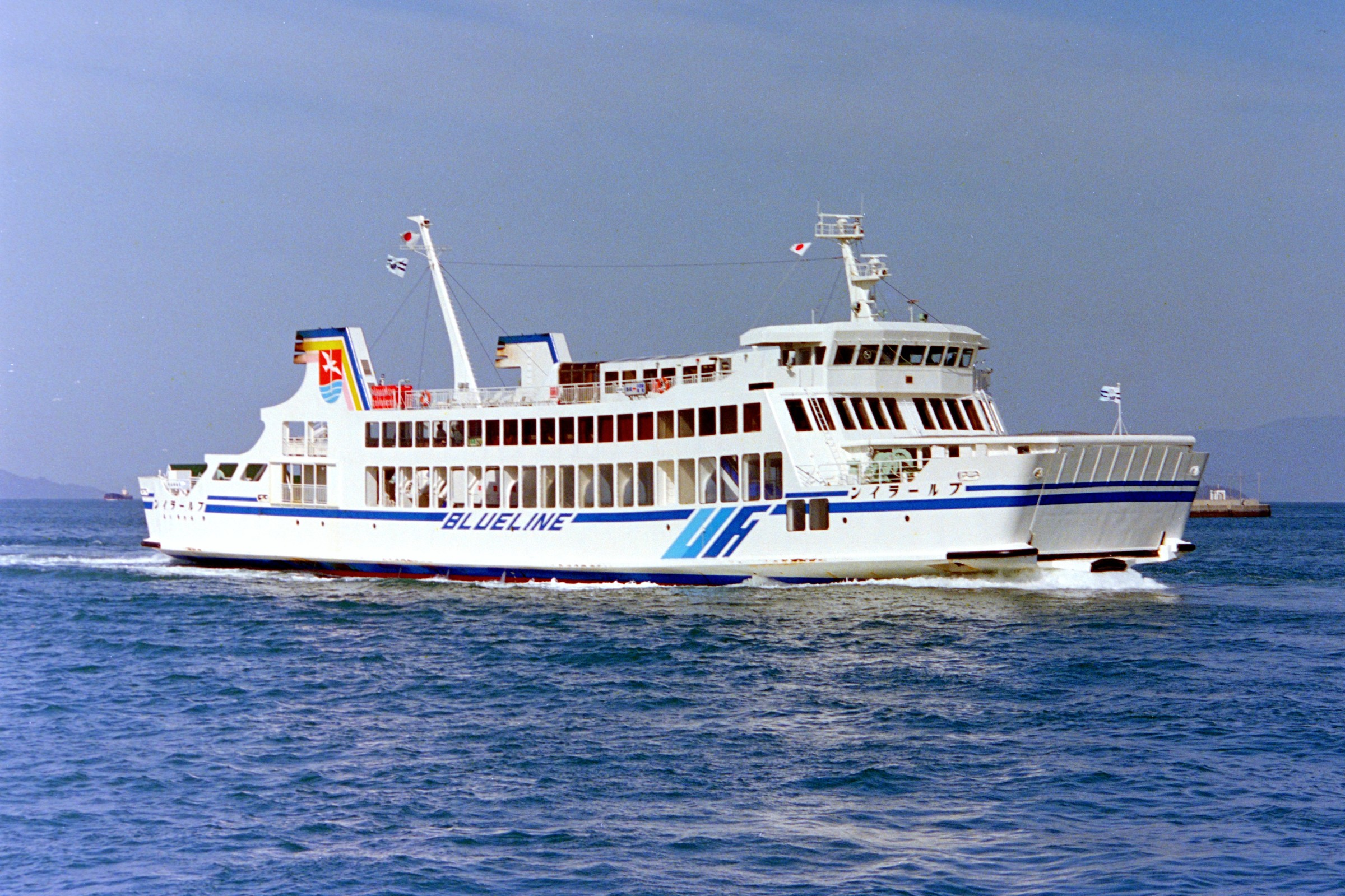
ブルーライン(2代) 高松港 (1988年3月23日)
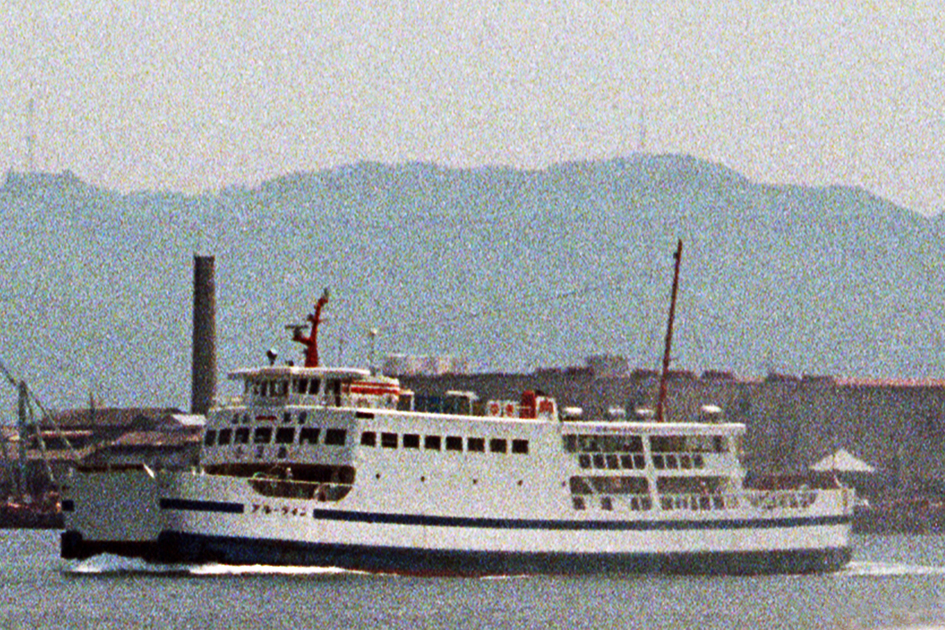
ブルーライン（初代、高松港）
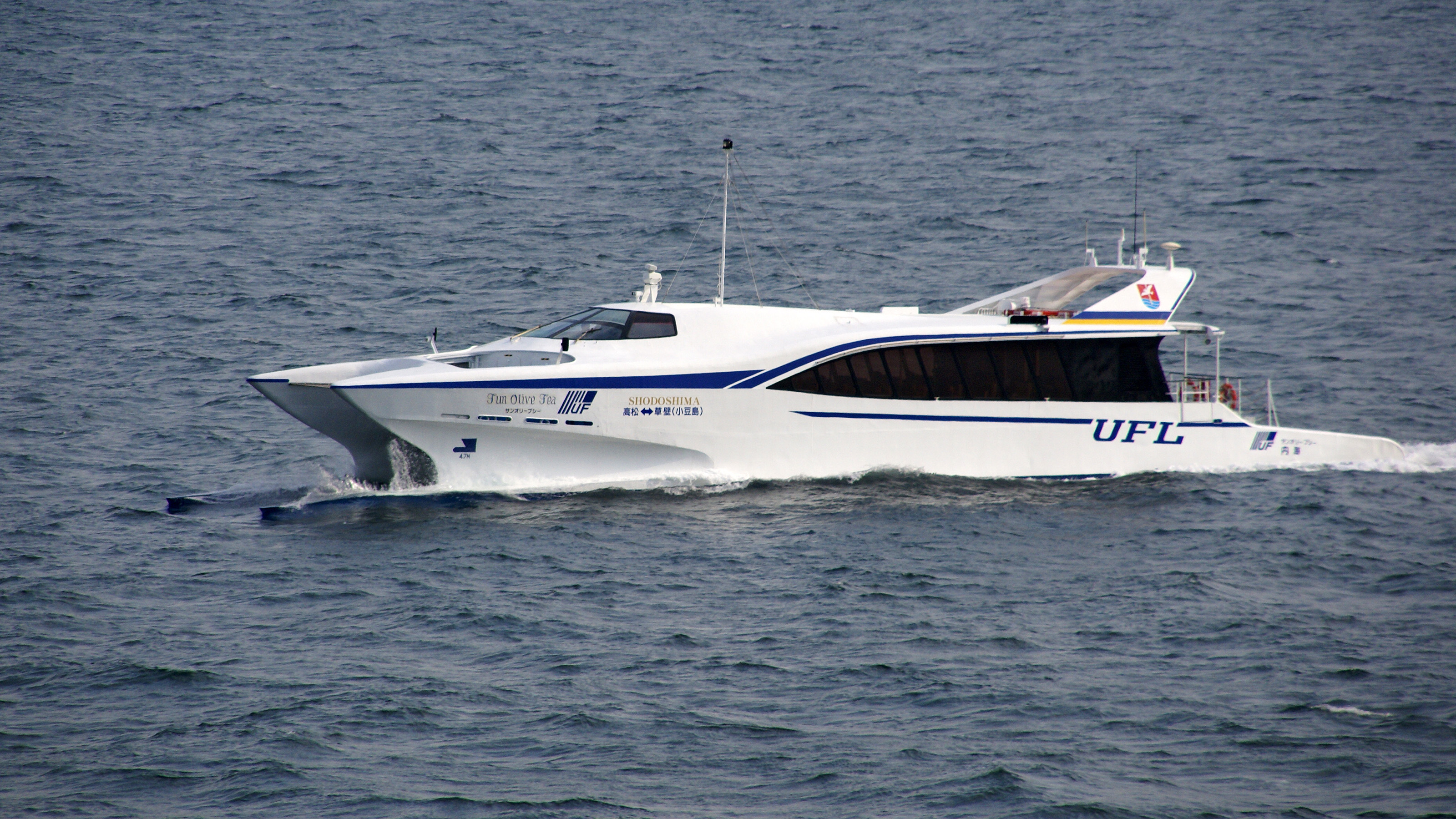
サンオリーブシー 高松港 （2007年4月26日）

## 事故
4代目フェリー就航初日の2020年10月6日、高松港でロープでつながれたままフェリーが出航し、切れたロープが陸上の男性係員に直撃し大けがを負う事故が発生。高松海上保安部は船長がロープを外していないことを確認せずに出航した可能性があるとして、業務上過失傷害の疑いで捜査している。

## 乗り場へのアクセス
- 高松港：JR高松駅下車、サンポート高松。
- 草壁港：小豆島オリーブバス草壁港停留所下車。国道436号沿い。草壁港は寒霞渓や二十四の瞳映画村への利便性が高い。